# Вила-Пока-ди-Агиар
Ви́ла-По́ка-де-Агиа́р (порт. Vila Pouca de Aguiar; ['vilɐ 'po(ou)kɐ dɨ ɐgi'aɾ]) — посёлок городского типа в Португалии, центр одноимённого муниципалитета в составе округа Вила-Реал. По старому административному делению входил в провинцию Траз-уж-Монтиш и Алту-Дору. Входит в экономико-статистический субрегион Алту-Траз-уж-Монтиш, который входит в Северный регион. Численность населения — 3,5 тыс. жителей (посёлок), 15 тыс. жителей (муниципалитет) на 2001 год. Занимает площадь 433 км².
Праздник посёлка — 22 июня.

## Расположение
Посёлок расположен в 22 км на северо-восток от адм. центра округа города Вила-Реал.
Муниципалитет граничит:
- на севере — муниципалитет Шавеш
- на востоке — муниципалитет Валпасуш, Мурса
- на юге — муниципалитет Алижо, Саброза, Вила-Реал
- на западе — муниципалитет Рибейра-де-Пена
- на северо-западе — муниципалитет Ботикаш

## История
Посёлок основан в 1206 году.

## Население
| Численность населения муниципалитета по годам | Численность населения муниципалитета по годам | Численность населения муниципалитета по годам | Численность населения муниципалитета по годам | Численность населения муниципалитета по годам | Численность населения муниципалитета по годам | Численность населения муниципалитета по годам | Численность населения муниципалитета по годам | Численность населения муниципалитета по годам | Численность населения муниципалитета по годам |
| --------------------------------------------- | --------------------------------------------- | --------------------------------------------- | --------------------------------------------- | --------------------------------------------- | --------------------------------------------- | --------------------------------------------- | --------------------------------------------- | --------------------------------------------- | --------------------------------------------- |
| 1801                                          | 1849                                          | 1900                                          | 1930                                          | 1960                                          | 1981                                          | 1991                                          | 2001                                          | 2004                                          | 2005                                          |
| 8171                                          | 10 408                                        | 16 047                                        | 18 108                                        | 25 394                                        | 20 121                                        | 17 081                                        | 14 998                                        | 15 100                                        | 15 095                                        |

## Состав муниципалитета
В муниципалитет входят следующие районы:
1. Афонсин
2. Алфарела-де-Жалеш
3. Борнеш-де-Агиар
4. Брагаду
5. Капелудуш
6. Говайнш-да-Серра
7. Лиша-ду-Алван
8. Парада-де-Монтейруш
9. Пенсалвуш
10. Саброзу-де-Агиар
11. Санта-Марта-да-Монтанья
12. Сотелу-де-Агиар
13. Телойнш
14. Трежминаш
15. Валора
16. Вила-Пока-де-Агиар
17. Врейя-де-Борнеш
18. Врейя-де-Жалеш

## Города-побратимы
Фаберо, Испания